# Юнкюр (Верхоянський улус)
Юнкюр (рос. Юнкюр) — село Верхоянського улусу, Республіки Саха Росії. Входить до складу Сартанського наслегу.
Населення — 598 осіб (2002 рік).
Село розташоване за 362 кілометри від адміністративного центру улусу — міста Верхоянська.